# Elsie Clews Parsons
Elsie Clews Parsons (New York, 27 novembre 1875 – New York, 19 dicembre 1941) è stata un'antropologa, etnologa e sociologa statunitense, nonché folklorista e femminista.

## Biografia
Parsons era la figlia di Henry Clews, un ricco banchiere di New York, e Lucy Madison Worthington. Suo fratello, Henry Clews Jr., era un artista.
Conseguì la laurea di primo livello al Barnard College nel 1896, la laurea magistrale (1897) e il dottorato di ricerca (1899) alla Columbia University.
Il 1 settembre 1900, a Newport, Rhode Island, sposò il futuro membro del Congresso repubblicano progressista Herbert Parsons, socio e alleato politico del presidente Teddy Roosevelt. Mentre suo marito era un membro del Congresso, pubblicò due libri – per l'epoca controversi – sotto lo pseudonimo di John Main.
La Parsons si interessò all'antropologia nel 1910. Studiò tribù di nativi americani - ad esempio i Tewa e gli Hopi - in Arizona, New Mexico, e in Messico.
Contribuì a fondare l'università The New School. Fu redattrice associata per The Journal of American Folklore (1918-1941), presidentessa dell'American Folklore Society (1919-1920), presidentessa dell'American Ethnological Society (1923-1925), ed è stata la prima presidente donna ad essere eletta nell'American Anthropological Association (1941) subito prima della sua morte.

## Antropologia
La Parsons era convinta che il folklore fosse la chiave per comprendere una cultura e che l'antropologia potesse essere un veicolo per il cambiamento sociale.
Il suo lavoro Pueblo Indian Religion è considerato un classico; vi raccolse tutto il suo vasto lavoro precedente e quello di altri autori. Tuttavia, il lavoro è minato da tecniche di ricerca intrusive e ingannevoli.
Ad ogni modo, la Parsons è indicata dalla critica successiva come un esempio archetipico di una pensatrice «femminista antimoderna», nota per la loro "infatuazione" per i nativi americani, che spesso si manifestava come desiderio di preservare un'identità "indiana" «tradizionale» e «pura», a prescindere da come i popoli nativi stessi intendessero affrontare le problematiche della modernizzazione o del cambiamento culturale. Gli studiosi Sandy Grande e Margaret D. Jacobs sostengono che le sue tendenze razziste e oggettivanti nei confronti delle popolazioni indigene delle Americhe sono evidenziate, ad esempio, dalla sua volontà di cambiare il suo nome e appropriarsi di un'identità hopi essenzialmente per facilitare il suo accesso ai siti di ricerca e ai suoi partecipanti.

## Femminismo
Le credenze femministe di Parsons erano viste come estremamente radicali per il suo tempo. Era una sostenitrice dei matrimoni di prova, del divorzio consensuale e dell'accesso a una contraccezione affidabile, di cui scrisse nel suo libro The Family (1906). Scrisse anche degli effetti che la società ha avuto sulla crescita degli individui, e più precisamente l'effetto delle aspettative sul ruolo di genere e di come esse soffocano la crescita individuale sia per le donne che per gli uomini. The Family (1906) suscitò una tale reazione negativa che pubblicò il suo secondo libro Religious Chastity (1913) sotto lo pseudonimo di «John Main», in modo da non influenzare la carriera politica di suo marito Herbert Parsons. Le sue idee erano così all'avanguardia che iniziarono a essere discusse solo dopo la sua morte. Ciò l'ha portata a essere riconosciuta come una delle prime pioniere del movimento femminista. I suoi scritti e il suo stile di vita hanno sfidato i ruoli di genere convenzionali all'epoca e hanno contribuito a stimolare il dibattito sull'uguaglianza di genere.

## Riconoscimenti
Ogni due anni, in suo onore l'American Ethnological Society assegna il Premio Elsie Clews Parsons per il miglior saggio di studenti laureati.

## Opere

### Prime opere di sociologia
- The Family (1906)
- Religious Chastity (1913)
- The Old-Fashioned Woman (1913)
- Fear and Conventionality (1914)
  -  Elsie Clews Parsons, Fear and Conventionality, University Of Chicago Press, 1997, ISBN 978-0-226-64746-3.
- Social Freedom (1915)
- Social Rule (1916)

### Antropologia
- The Social Organization of the Tewa of New Mexico (1929)
- Hopi and Zuni Ceremonialism (1933)
- Pueblo Indian Religion (1939)

### Etnografie
- Mitla: Town of the Souls (1936)
- Peguche (1945)

### Ricerche sul folklore
- Folk-Lore from the Cape Verde Islands (1923)
- Folk-Lore of the Sea Islands, S.C. (1924)
- Micmac Folklore (1925)
- Folk-Lore of the Antilles, French and English (3v., 1933–1943)